# 脂粉拳王 (1937年電影)
《脂粉拳王》（英語：Kid Galahad）是一部於1937年上映的拳擊電影。該片由爱德华·罗宾逊、贝蒂·戴维斯、亨弗莱·鲍嘉和飾演同名角色的冉冉新星韦恩·莫里斯。它由塞腾·艾·米勒編劇，並由麥可·寇蒂斯。
電影有多部翻拍。首部是1941年的《在晚上滾動的貨車》，並設置在馬戲團，鮑嘉也同樣參與演出。另外一部是1962年由埃爾維斯·皮禮士利主演的音樂劇。原版在電視播放時改名為《搏擊侍者》來避免與皮禮士利的翻拍弄混。

## 劇情
在佛羅里達州，拳擊發起人尼克·多納蒂被他的拳擊手出賣，而拳擊手向黑幫土耳其·摩根手中索要25,000美元的賄賂。尼克和他的女友「毛毛」決定用剩下的錢舉辦一場為期數天的瘋狂派對，然後再尋找在拳擊上有前途的新候選人。尼克吩咐天真的年輕農夫代替飯店腳夫沃德·吉森伯里去混合一些飲料，但他不知道怎麼做，因為他不喝酒。毛毛善良地幫助他。摩根手下的拳手巴茲·巴雷和新的重量級冠軍查克·麥格勞不請自來，沃德不喜歡喝醉的麥格勞推了絨毛，所以他打了他，把他打倒在地。尼克很開心，並說服他嘗試拳擊。
沃德的首場是對決麥格勞有經驗的兄弟。令所有人驚訝的是，他以使人倒地不起的一擊獲勝。為了保護他被摩根遷怒，尼克將他，毛毛和台邊區助理斯維爾·傑克遜透過火車送往紐約。然而，摩根在他們慣常酒店外等著。他試圖讓沃德跟他簽約，但沃德將他打倒，堅持只與尼克簽約。
毛毛不顧一切的讓這個英俊的年輕人躲藏在尼克母親的農場。他在那裏遇到了尼克的姐姐瑪麗，她剛從修道院接受教育回來。他們之間有分歧。當尼克發現時，他很生氣。他不希望家人與拳擊有任何關係。他把沃德帶回了城市。
沃德重新命名「加拉哈德小子」，以擊敗對手的一擊贏得一連串比賽。他告訴毛毛他的目標是賺足夠的錢來買一座農場。毛毛對他墜入愛河，而當他向她坦白說自己愛上了瑪麗時徹底心碎。她掩飾了自己的失望，並在她的鼓勵下，他開車告訴瑪麗想法。事實證明，她也愛他。毛毛離開尼克，並坦白道她愛上了沃德並無法忍受呆在這名年輕人身邊。她在一家夜總會找到唱歌的工作。
在沃德的下一場比賽中，尼克命令他打擊並贏取積分就行，因為將對手淘汰出局會給公眾施加壓力，要求他早點與冠軍作戰。尼克希望有更多時間訓練他的拳手。
然而，摩根告訴他的敵人該說些什麼來激怒沃德。沃德最後贏得比賽。
瑪麗在他們離開鎮上後看到了比賽。當她要見毛毛時，沃德帶她去了夜總會。碰巧的是，麥格勞和幾個女孩在包房裡喝醉了。當摩根出現要找麥格勞時，麥格勞發現了沃德並將他推倒在地。兩人分開，但沃德提議在一個月內進行戰鬥。報紙攝影師幫沃德拍照時照到了瑪麗和毛毛。結果，尼克終於得知沃德一直在見他的妹妹。
尼克很生氣，秘密同意爭冠比賽使他的拳手興奮。他知道這是個失敗的策略，但命令沃德出擊。當摩根發現尼克對自己的拳手下了很大賭注時，他拜訪了尼克。他得知尼克想報復沃德，並決定自己下注150,000美元。在回合中，沃德忠心地遵循尼克的命令，並被麥格勞屢次擊倒。毛毛和瑪麗也一起參與比賽。當毛毛發現尼克的做法是，她和瑪麗懇求他停止。尼克終於意識到並改變了策略。最後，沃德擊倒麥格勞，成為世界重量級冠軍。
比賽結束後，武裝好的摩根自己一個在更衣室等待尼克、沃德和斯維爾。尼克有所準備，也配戴槍。他們發生槍戰，雙方都死掉。在他死錢，尼克祝福沃德與瑪麗。

## 角色
- 爱德华·罗宾逊 飾 尼克·多納蒂
- 贝蒂·戴维斯 飾 路易絲·「毛毛」·菲利普斯
- 亨弗莱·鲍嘉 飾 土耳其·摩根
- 韦恩·莫里斯 飾 沃德·吉森伯里「加拉哈德小子」
- 珍·布萊恩（英语：Jane Bryan） 飾 瑪麗·多納蒂
- 哈里·凱里（英语：Harry Carey (actor born 1878)） 飾 斯維爾·傑克遜
- 威廉·哈德（英语：William Haade） 飾 查克·麥格勞
- 索勒·吉梅內斯 飾 多納蒂夫人
- 喬·坎寧安 飾 喬·泰勒，記者
- 班·韋爾登（英语：Ben Welden） 飾 巴茲·巴雷特
- 約瑟·克萊漢（英语：Joseph Crehan） 飾 布雷迪
- 維達·安·博格（英语：Veda Ann Borg） 飾 紅發女郎
- 法蘭克·費倫（英语：Frank Faylen） 飾 巴尼
- 哈蘭·塔克 飾 槍手
- 鮑勃·埃文斯 飾 山姆
- 漢克·漢金森 飾 伯克
- 鮑勃·內斯特爾 飾 歐布萊恩
- 傑克·克蘭茲 飾 登博
- 喬治·布萊克 飾 裁判

## 反響
《纽约时报》影評人法蘭克·紐根特讚賞莫里斯「自然和舒適的演技」。Time Out認為電影「對於現在在拳擊場上已經老生常談的腐敗主題沒有太精妙的詳細闡述」，但是承認「流暢的方向和出色的演技使其保持愉悅」。《芝加哥讀者報》的戴夫·克爾不同意，儘管他認為寇蒂斯的執導方向「讓人驚喜地柔軟和明亮」，但批評它為「幾乎所有類型，沒有細微差別」。

## 外部鏈接
- 互联网电影数据库（IMDb）上《脂粉拳王》的资料（英文）
- TCM电影资料库上《脂粉拳王》的资料（英文）
- AllMovie上《脂粉拳王》的资料（英文）
- 美国电影学会目录上的《脂粉拳王》（英文）